# Ballószög
Ballószög – wieś i gmina w środkowej części Węgier, w pobliżu miasta Kecskemét, będącego stolicą komitatu. Gmina liczy 3399 mieszkańców (styczeń 2011) i zajmuje obszar 35 km².

## Położenie
Miejscowość leży na obszarze Wielkiej Niziny Węgierskiej, w komitacie Bács-Kiskun, w powiecie Kecskemét.